# Şorabad (Xızı)
Şorabad, Şuraabad (?-2018) è un comune dell'Azerbaigian situato nel distretto di Xızı. Conta una popolazione di 2 232 abitanti. Il comune è composto dai villaggi di Şuraabad, Yaşma e Türkoba.